# Santana do Mato
Santana do Mato es una freguesia portuguesa del concelho de Coruche, con 102,27 km² de superficie y 1.258 habitantes (2001). Su densidad de población es de 12,3 hab/km².